# Ana Cecília Costa
Ana Cecília Costa (Jequié, 7 de novembro de 1970) é uma atriz e diretora brasileira. Conhecida pelo grande público por seu trabalho no cinema, televisão e teatro, ela é ganhadora de vários prêmios, incluindo um Prêmio Contigo! de Cinema e o prêmio de Melhor Atriz do Overcome Film Festival, além de ter sido indicada para um Prêmio F5.
Ana Cecília é formada pela Universidade Federal da Bahia e iniciou sua carreira profissional no teatro, com estreia profissional em 1989 em Em Cima da Terra, Embaixo do Céu. No entanto, ganhou maior destaque na televisão, onde atuou em diversas produções. Sua estreia ocorreu em 1991 na minissérie Ilha das Bruxas, da Rede Manchete. Posteriormente, viveu personagens importantes em Tocaia Grande (1995), O Direito de Nascer (2001), Pequena Travessa (2002) e Canavial de Paixões (2003).
No cinema, foi elogiada pela performance nos filmes dramáticos Capitães da Areia (2011) e Mãe (2023), pelos quais foi premiada. Recentemente, tem ganhado maior repercussão por seus trabalhos em telenovelas da TV Globo, como a mãe dedicada Virtuosa em Cordel Encantado (2011), a sofredora Gaia em Joia Rara (2013), a irresponsável Mariane em Rock Story (2017), a refugiada Missade em Órfãos da Terra (2019) e a atraente Verônica em Amor Perfeito (2023).

## Biografia
Nascida em Jequié, município da Bahia, em 7 de novembro de 1970. Em Jequié, passou sua primeira infância até os oito anos de idade e teve os primeiros contatos com a arte. Mudou-se para Salvador onde estudou no Colégio Antônio Vieira. Ao catorze anos, começou a estudar teatro em um grupo extraclasse de seu colégio. Com o grupo, iniciou com a montagem de Santo Inquérito em um local específico e posteriormente, sob a direção de Cícero Alves Filho, atualmente maestro, realizaram uma temporada de O Despertar da Primavera no Instituto Cultural Brasil Alemanha (ICBA).
Ana Cecília Costa é atriz de formação pelo curso livre de teatro da Universidade Federal da Bahia (UFBA). Aos dezenove anos, decidiu mudar-se para o Sudeste para tentar a carreia como atriz profissional. Inicialmente, morou no Rio de Janeiro e estudou atuação na Casa das Artes de Laranjeiras. Em seguida, transferiu-se para São Paulo e prosseguiu sua formação no mundo artístico, formando-se no curso de bacharelado em cinema na Estácio de Sá e realizando mestrado em Comunicação, com pesquisa em documentário, na PUC-SP.

## Carreira

### 1989–96: Formação e primeiros trabalhos

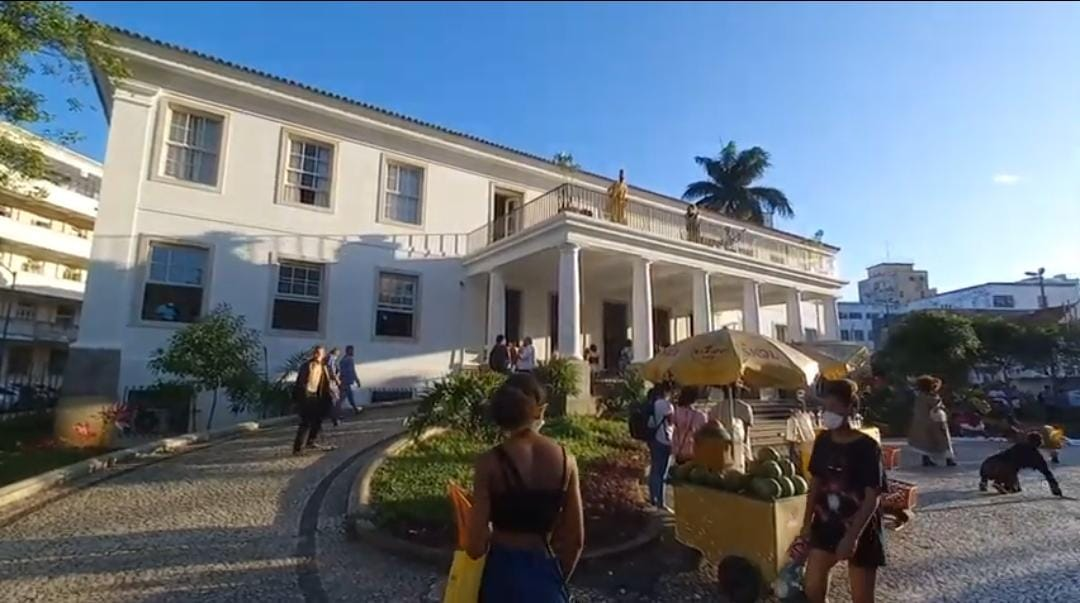
Ana Cecília formou-se em teatro pela Universidade Federal da Bahia (foto).

Ana Cecília iniciou sua carreira artística anos palcos de teatro após o curso de teatro livre da UFBA. Em 1989, realizou sua primeira experiência profissional no teatro na peça Em Cima da Terra, Embaixo do Céu, dirigida por Sérgio Farias, apresentando-se no teatro de sua universidade, em Salvador. Em 1991, estreou na televisão na minissérie Ilha das Bruxas, da TV Manchete, no papel de Mariana, uma jovem que se reúne a um grupo de mulheres moradoras da Ilha de Santa Catarina, as quais estão revoltadas com a opressão masculina e se juntam numa floresta para realizarem rituais pagãos e bruxarias para oprimirem os homens com seus feitiços. No mesmo ano participou – como Flor – da minissérie Na Rede de Intrigas, também da Manchete, de Geraldo Vietri.
Em seguida, ela passou a integrar o elenco de diversos espetáculos teatrais, onde firmou-se no início de sua carreira até ingressar em papéis mais recorrentes na televisão. Ainda no início da década de 1990, foi escalada para a peça Brida, de Luis Carlos Maciel, e O Resto Eu Não Sei, de Giorgio Ronna. Com este último diretor, repetiu parceria no espetáculo Jekkyl Hyde, de 1998.
Em abril de 1994, fez sua estreia em telenovelas participando – como Calu – de 74.5: Uma Onda no Ar, escrita por Chico de Assis para a TV Manchete, emissora a qual ela realizou seus próximos trabalhos. No entanto, foi em 1995 que ganhou maior destaque na teledramaturgia interpretando a vilã Marisca na novela Tocaia Grande. Sua personagem é uma mulher dissimulada, que disputa o amor do Coronel Felipe (Victor Wagner) com a ingênua Sacramento (Gabriela Alves). Finalizando seu contrato com a emissora, em 1996, ainda esteve na novela Xica da Silva, protagonizada por Taís Araújo no papel-título, fazendo uma participação especial como Tomásia.

### 1998–03: Consolidação da carreira na televisão
Em 1998, transferiu-se para a TV Globo atuando no episódio "Seria Cômico, Se Não Fosse Trágico" do seriado Você Decide e na minissérie Dona Flor e Seus Dois Maridos, onde interpretou Marinalva, filha de Neca do Abaeté (Lúcio Mauro) e paquera de Mirandão (Chico Díaz) com quem ele se casa obrigado. Após a rápida passagem pela emissora carioca, logo foi escalada para a novela Vidas Cruzadas, exibida entre novembro de 2000 e abril de 2001 pela RecordTV. Na novela, sua personagem é Janine, um mulher apaixonada por Zé Carlos, papel de Petrônio Gontijo, mas ambos escondem seus sentimentos um pelo outro. No ano de 2000, também pode ser vista em duas produções teatrais, sendo elas Drama das Estações e Passeio pelo Expressionismo. Foi nesse período também que Ana Cecília se mudou para Alemanha, morando por um tempo no país europeu onde estudou e trabalhou.  Teve experiência como assistente de montagem de um filme, produzido em Hamburgo. Em 2001, apresentou-se em Berlim no espetáculo Hahnem Kammem, onde foi dirigida por Andrej Woron.
Em maio de 2001, estreou a novela O Direito de Nascer no SBT, a qual foi produzida em 1997. Na trama, ela esteve no elenco principal como Isabel Cristina de Juncal, que vive um romance com Alberto (Jorge Pontual), o qual ela não sabe que é seu primo. Ainda na emissora, foi convidada para papéis importantes em telenovelas. Em 2002, antagonizou a novela Pequena Travessa no papel da vilã invejosa Baby. No seguinte, atuou em Canavial de Paixões como Mirela Belay, encerrando sua passagem na emissora. Em 2003, estreou como diretora no curta-metragem O Casamento. Anteriormente, ela havia trabalhado como assistente de direção dos longas-metragens Bad Boy (1999) e Eclipse (2002), dirigidos por Herbert Brödl. Em 2004, fez sua estreia como atriz em longas-metragens no filme Garotas do ABC, de Carlos Reichenbach, em uma participação como Carmo.

### 2006–12: Repercussão nacional e reconhecimento
Em 2006, retornou à TV Globo para participar – como Maria Madalena dos Santos – da minissérie JK, que conta a trajetória ex-presidente da Juscelino Kubitschek. Em março de 2007, atuou na fase inicial da novela Paraíso Tropical, de Gilberto Braga, na pele de Walderez, funcionária do bordel de Amélia (personagem de Susana Vieira), local em que conhece e desenvolve amizade com a protagonista Paula (papel de Alessandra Negrini). Após a participação em Paraíso Tropical, assinou contrato com a TV Band para trabalhar na novela Água na Boca, em 2008, como a nordestina Miquelina Penaforte, dona de um restaurante típico de sua terra de origem e mãe de gêmeos de personalidade opostas.
No ano de 2009, foi escalada para o papel de Leda na novela Cama de Gato, de Duca Rachid e Thelma Guedes. Sua personagem é uma mulher independente que trabalha como fotógrafa e deixa o Brasil para morar na Itália após engravidar do empresário Alcino, papel de Carmo Dalla Vecchia. Em 2011, ganhou maior destaque na teledramaturgia em Cordel Encantado, repetindo parceria com a dupla de autoras Duca Rachid e Thelma Guedes. Na novela interpretou Virtuosa Bezerra, mãe da protagonista Açucena (Bianca Bin). Sua personagem é uma mulher amorosa e dedicada à criação de seus filhos. Também em 2011, destacou-se no papel da prostituta Dalva do filme dramático Capitães da Areia, de Cecília Amado, baseado na obra "Capitães da Areia" do autor baiano Jorge Amado. Recebeu elogios por sua performance, sendo premiada no Prêmio Contigo! de Cinema Nacional como melhor atriz coadjuvante pelo voto do público.
Em 2012, atuou no espetáculo de comédia dramática A Santa Sumiu, no papel da jovem Manela. O espetáculo é baseado no livro homônimo, escrito por Jorge Amado, e a trama tem início com o transporte da imagem de Santa Bárbara de Santo Amaro para Salvador. Entretanto, as confusões começam quando a santa desaparece ao chegar na capital baiana. Também em 2012, foi convidada para a novela Amor Eterno Amor, no papel de Vanessa, um espírito que entra na trama para fazer aparições para sua filha Clara (Klara Castanho).

### 2013–19: Destaque em telenovelas

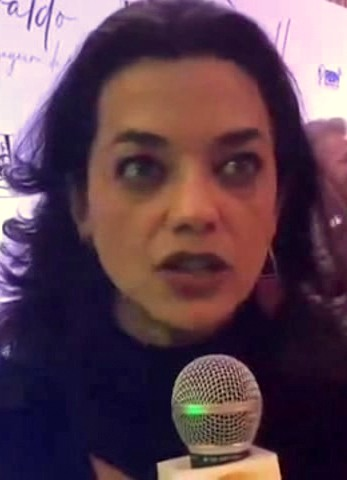
Ana Cecília durante entrevista em 2019.

Em 2013, foi escalada para um de seus trabalhos mais memoráveis na televisão, a Gaia Petra de Joia Rara, sendo essa sua terceira parceria com a dupla Duca Rachid e Thelma Guedes. Na trama, sua personagem passa dez anos confinada em um campo de concentração, chegando a ser dada como morta. No entanto, após essa década desaparecida, retorna à trama para a surpresa de todos, incluindo seu amado Toni (Thiago Lacerda), o qual já está casado com Hilda Hauser (Luiza Valdetaro). A performance dela foi considerada como um dos destaques da obra. O crítico Nilson Xavier apontou que em suas cenas, bem dirigidas, Ana Cecília se destaca pela carga emocional e de alta dramaticidade.
Em 2014, esteve no elenco principal da série A Teia no papel de Isabel Macedo, esposa do policial federal Jorge Macedo (João Miguel), por quem é apaixonada mas sente seu casamento se desgastar após o marido ser transferido de sua cidade natal para Brasília.
Entre 2015 e 2016, interpretou a santa e poetisa espanhola Teresa de Ávila no espetáculo A Língua em Pedaços, de Elias Andreato, montado em homenagem ao quinto centenário de nascimento da santa. Baseada em "O Livro da Vida", de 1565, uma autobiografia de Teresa d'Ávila, a peça retrata um conflito fictício entre a carmelita e o Inquisidor que a acusa de subversão e heresia. Em 2016, voltou a atuar no cinema como a Delegada Dora no filme de suspense O Escaravelho do Diabo.
Em 2017, protagonizou o espetáculo A Tartaruga de Darwin, de Mika Lins, no papel de Henriqueta, uma senhora se apresenta como a tartaruga centenária que foi capturada pelo cientista Charles Darwin e utilizada como objeto de pesquisa para o desenvolvimento da Teoria da Evolução das Espécies. No mesmo ano, após um tempo afastada da televisão, voltou para atuar em uma participação especial na novela Rock Story, de Maria Helena Nascimento. Sua personagem entra na trama na metade da exibição como a mãe desaparecida de Zac (Nicolas Prattes), filho dela com o cantor de rock Gui (Vladimir Brichta).
Em 2019, foi convidada para a novela Órfãos da Terra, onde mais uma vez trabalhou com Duca Rachid e Thelma Guedes. A obra, que se saiu vencedora do Emmy Internacional de melhor telenovela, conta a história de refugiados de guerras no Brasil. Na trama, Ana Cecília interpretou Missade Faiek, vítima da guerra da Síria, que foge para o Líbano com o marido e seus filhos. No entanto, conflitos com um homem perigoso e poderoso no país os fazem fugir novamente, dessa vez para o Brasil, onde viria a se estabilizar. A atriz foi novamente elogiada pela crítica pela atuação dramática, sendo considerada uma das melhores atrizes da novela. Por esse trabalho, foi indicada pela Folha de S.Paulo ao Prêmio F5 de melhor atriz de novela.

### 2020–presente: trabalhos recentes
Em agosto de 2020, apresentou-se na peça de teatro Teresa d'Ávila Solo, novamente no papel da Santa Teresa de Ávila, em uma produção exibida de forma online via internet devido às medidas de segurança contra a propagação do coronavírus durante a pandemia de COVID-19. O espetáculo retrata a história de Teresa D'Ávila, personagem central do aclamado texto A Língua em Pedaços do escritor espanhol Juan Mayorga. Através de uma adaptação teatral, a peça apresenta a vida de Teresa, que mesmo reclusa em seu mosteiro, confronta o Inquisidor, representante da influente Igreja Católica, que a acusa de práticas subversivas e heréticas.
Em 2022, protagonizou o espetáculo Pequeno Oratório Do Poeta Para O Anjo, onde sob a direção de Luciana Lyra, Ana Cecília assumiu a interpretação dos 16 poemas que compõem o livro homônimo publicado em 1997. No palco, ela contou com a companhia da instrumentista Erika Nande, que, por sua vez, executou as melodias no piano, violão e baixo acústico durante a apresentação. Também em 2022, se destacou na peça Mary Stuart. O espetáculo apresentou uma montagem moderna e vibrante com linguagem mais acessível ao grande público. A história retrata a rivalidade histórica entre duas rainhas, a rainha da Escócia Mary Stuart e a rainha da Inglaterra Elizabeth I, interpretadas respectivamente por Virginia Cavendish e Ana Cecília Costa. Sob a direção de Nelson Baskerville, a peça narrou os bastidores dessa famosa disputa de poder entre as monarcas. A estreia aconteceu no dia 19 de agosto de 2022 no Teatro do SESI-SP.
Ainda no ano de 2022, estreou a série Rota 66: A Polícia que Mata, produção do Globoplay que segue o jornalista Caco Barcellos investigando o assassinato de três jovens de São Paulo e descobrindo um grupo de matadores que opera com o aparente aval da justiça militar. Em 2023, foi escalada para a novela das seis Amor Perfeito, de Duca Rachid e Júlio Fischer. Na trama, ela é Verônica Medrado, uma mulher baiana que mantém um caso secreto com o casado Anselmo (Paulo Betti), o prefeito da cidade onde se passa a trama, e juntos tiveram um filho chamado Júlio (Daniel Rangel), o qual ele nunca reconheceu. Também esteve no elenco da segunda temporada da série Dom, do Amazon Prime Video, como a pastora Miriam. Por fim, estreou em 2023 nos cinemas o filme de drama Mãe, de Adriana Vasconcelos, o qual foi filmado em 2018, onde Ana Cecília protagonizou ao lado de Sura Berditchevsky e Lisa Eiras, como Sônia.

## Vida pessoal
Em entrevista ao jornal Extra em junho de 2024, Ana Cecília revelou estar num relacionamento com a também atriz Luciana Lyra.

## Teatro

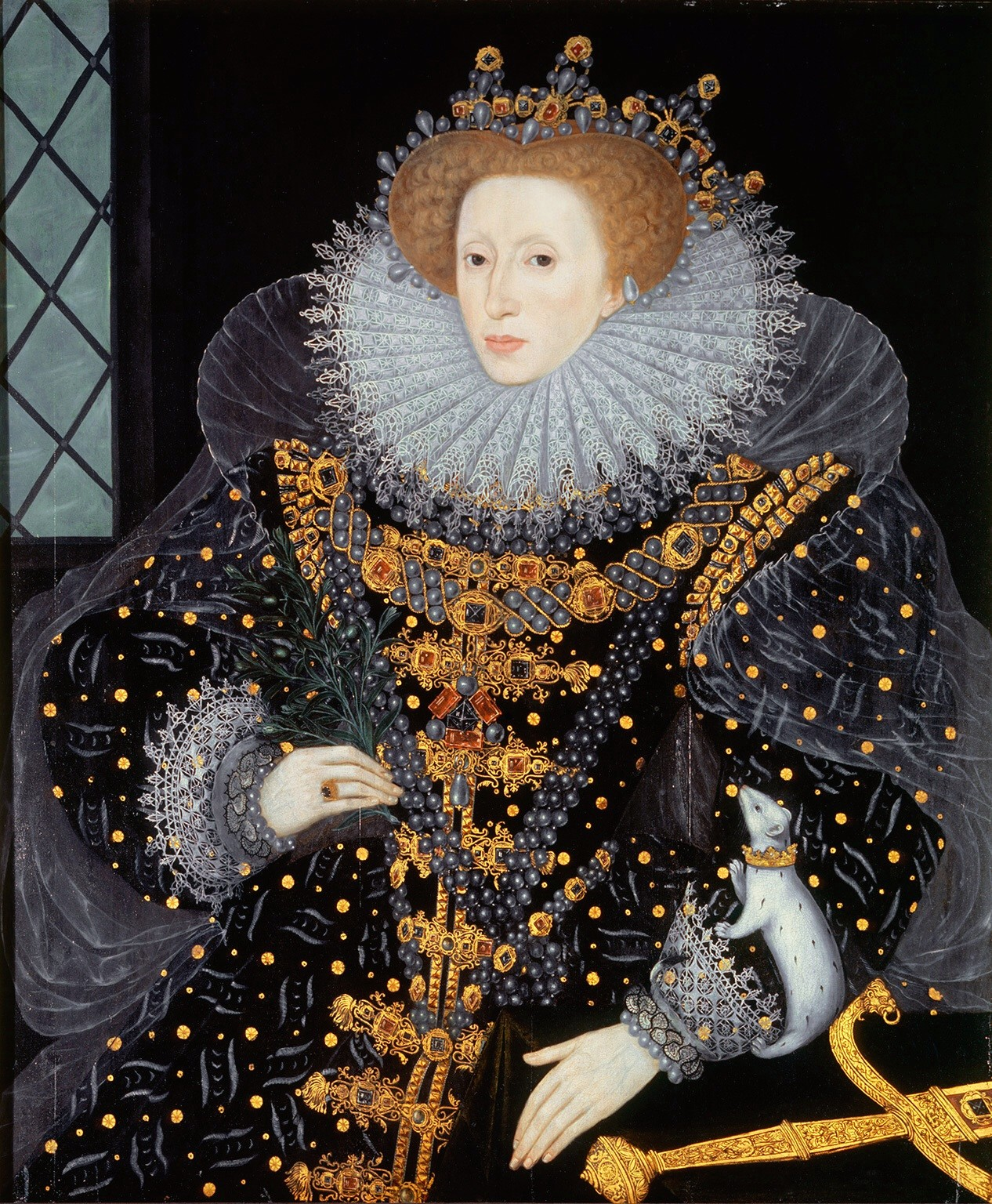
Ana Cecília interpretou Elizabeth I (foto) no espetáculo Mary Stuart (2022).

| Ano     | Título                                | Personagem                       | Direção                         | Ref.   |
| ------- | ------------------------------------- | -------------------------------- | ------------------------------- | ------ |
| 1989    | Em Cima da Terra, Embaixo do Céu      | —                                | Sérgio Farias                   | [ 3 ]  |
| 1994    | Brida                                 | Brida                            | Luis Carlos Maciel              | [ 9 ]  |
| 1996    | O Resto Eu não Sei                    | —                                | Giorgio Ronna                   | [ 3 ]  |
| 1998    | Jekkyl Hyde                           | —                                | Giorgio Ronna                   | [ 9 ]  |
| 2000    | Drama das Estações                    | —                                | Caco Coelho                     | [ 9 ]  |
| 2000    | Passeio pelo Expressionismo           | —                                | —                               | [ 9 ]  |
| 2001    | Hahnem Kammem                         | —                                | Andrej Woron                    | [ 9 ]  |
| 2012    | O Sumiço da Santa                     | Manela                           | Fernando Guerreiro              | [ 19 ] |
| 2015–16 | A Língua em Pedaços                   | Santa Teresa de Ávila            | Elias Andreato                  | [ 22 ] |
| 2017    | A Tartaruga de Darwin                 | Henriqueta/ Tartaruga Centenária | Mika Lins                       | [ 24 ] |
| 2020    | Teresa d'Ávila Solo                   | Santa Teresa de Ávila            | Elias Andreato                  | [ 28 ] |
| 2022    | Pequeno Oratório Do Poeta Para O Anjo | Poeta                            | Luciana Lyra                    | [ 29 ] |
| 2022    | Mary Stuart                           | Elizabeth I                      | Nelson Baskerville              | [ 36 ] |
| 2025    | Cartas Libanesas                      | Adibe                            | Georgette Fadel e Luaa Gabanini |        |

## Filmografia

### Televisão
| Ano  | Título                        | Papel                                | Notas                                          |
| ---- | ----------------------------- | ------------------------------------ | ---------------------------------------------- |
| 1991 | Ilha das Bruxas               | Mariana                              |                                                |
| 1991 | Na Rede de Intrigas           | Flor                                 |                                                |
| 1993 | Renascer                      | Vendedora da loja de roupa           | Participação Especial                          |
| 1994 | 74.5: Uma Onda no Ar          | Calu                                 |                                                |
| 1995 | Tocaia Grande                 | Marisca                              |                                                |
| 1996 | Xica da Silva                 | Tomásia                              |                                                |
| 1998 | Você Decide                   | Elisa                                | Episódio: "Seria Cômico, Se Não Fosse Trágico" |
| 1998 | Dona Flor e Seus Dois Maridos | Marinalva                            |                                                |
| 1998 | Labirinto                     | Jaqueline                            | Episódios: "20–24 de dezembro"                 |
| 2000 | Vidas Cruzadas                | Janine                               |                                                |
| 2001 | O Direito de Nascer           | Isabel Cristina de Juncal Monteverde |                                                |
| 2002 | Pequena Travessa              | Bárbara Meira (Baby)                 |                                                |
| 2003 | Canavial de Paixões           | Mirela Belay                         |                                                |
| 2006 | JK                            | Maria Madalena dos Santos            |                                                |
| 2007 | Paraíso Tropical              | Walderez                             |                                                |
| 2008 | Água na Boca                  | Miquelina Penaforte                  |                                                |
| 2009 | Cama de Gato                  | Leda de Lucca                        |                                                |
| 2011 | Cordel Encantado              | Virtuosa Bezerra                     |                                                |
| 2012 | Amor Eterno Amor              | Vanessa Allende                      |                                                |
| 2013 | Joia Rara                     | Gaia Petra                           |                                                |
| 2014 | A Teia                        | Isabel Macedo                        |                                                |
| 2017 | Rock Story                    | Mariane Silveira                     | Episódios: "19 de janeiro" "1–22 de maio"      |
| 2019 | Órfãos da Terra               | Missade Faiek                        |                                                |
| 2020 | Submersos                     | Flávia                               |                                                |
| 2022 | Rota 66 - A Polícia que Mata  | Beatriz Barone                       |                                                |
| 2023 | Amor Perfeito                 | Verônica Medrado                     |                                                |
| 2023 | Dom                           | Pastora Miriam                       | Temporada 2                                    |
| 2024 | Renascer                      | Morena de Souza                      |                                                |

### Cinema
| Ano  | Título                        | Papel         | Notas                   |
| ---- | ----------------------------- | ------------- | ----------------------- |
| 1996 | Com Que Roupa?                |               | Curta-metragem          |
| 1999 | Bad Boy                       |               | Assistente de direção   |
| 2002 | Eclipse                       |               | Assistente de direção   |
| 2003 | O Casamento                   |               | Direção; curta-metragem |
| 2004 | Garotas do ABC                | Carmo         |                         |
| 2011 | Capitães da Areia             | Dalva         |                         |
| 2015 | Jonas                         | Janice        |                         |
| 2016 | O Escaravelho do Diabo        | Delegada Dora |                         |
| 2019 | Divaldo - O Mensageiro da Paz | Laura         |                         |
| 2023 | Mãe                           | Sônia         |                         |

### Videoclipe
| Ano  | Música          | Artista     | Notas   |
| ---- | --------------- | ----------- | ------- |
| 2006 | "Go Tell"       | Katia Dotto | Direção |
| 2010 | "São Francisco" | Katia Dotto | Direção |

## Prêmios e indicações
| Ano  | Associações                        | Categoria                                                       | Nomeações                   | Resultado |
| ---- | ---------------------------------- | --------------------------------------------------------------- | --------------------------- | --------- |
| 2003 | Prêmio Contigo! de TV              | Melhor Atriz Revelação                                          | Pequena Travessa            | Indicada  |
| 2012 | Prêmio Contigo! de Cinema Nacional | Melhor Atriz Coadjuvante (voto júri)                            | Capitães da Areia           | Indicada  |
| 2012 | Prêmio Contigo! de Cinema Nacional | Melhor Atriz Coadjuvante (voto popular)                         | Capitães da Areia           | Venceu    |
| 2019 | Prêmio F5                          | Melhor Atriz de Novela                                          | Órfãos da Terra             | Indicada  |
| 2019 | Overcome Film Festival             | Melhor Atriz Nacional                                           | Mãe                         | Venceu    |
| 2022 | Prêmio Selo de Qualidade Teatro    | Melhor Atriz                                                    | Mary Stuart                 | Indicada  |
| 2022 | Pena de Prata                      | Melhor Elenco em Minissérie, Série Antológica ou Especial de TV | Rota 66: A Polícia que Mata | Indicada  |
| 2024 | Festival Sesc Melhores Filmes      | Melhor Atriz Nacional                                           | Mãe                         | Pendente  |
| 2024 | Melhores do Ano - Duh Secco        | Melhor Atriz Coadjuvante                                        | Renascer                    | Pendente  |